# Vilacendra
Vilacendra és una masia d'Oristà (Lluçanès) inclosa a l'Inventari del Patrimoni Arquitectònic de Catalunya.

## Descripció
Masia de planta rectangular amb teulat a doble vessant lateral a la façana principal, encarada al sud-oest.
Els murs estàn construïts amb carreus llargs i ben tallats a la part baixa i irregulars a la part alta. Totes les finestres conserven llinda de pedra tallada i el portal d'entrada és unar arc rebaixat fet amb dovelles.
Al voltant de la casa hi ha diverses construccions annexes que s'utilitzen com a corts. A la part posterior de l'edifici hi ha les restes d'una tina feta amb grans carreus molt ben tallats i polits a l'interior, irregulars a l'exterior. Formen una cavitat de planta circular. Aquest tipues de construcció servia per a emmagatzemar aigua. Les restes conservades a Vilacendra deixen al descobert el contrast del parament interior i exterior.

## Història
El nom de Pere Spinalp sta a Vila Cendra, apareix relacionat en una llista que es realitzà en el fogatge fet a Oristà el 1553, conservat a l'Arxiu de la Corona d'Aragó.